# الکسیس جردن (شناگر)
الکسیس جوردن (به انگلیسی: Alexis Jordan) (زادهٔ ۸ ژوئن ۱۹۸۸) شناگر اهل باربادوس است.